# Gijsbert Carel Ferdinand Gasinjet
Gijsbert Carel Ferdinand Gasinjet (Peize, 19 juni 1789 - aldaar, 4 augustus 1825) was een Nederlandse advocaat en burgemeester.

## Leven en werk
Gasinjet was een zoon van de advocaat Pieter Gasinjet en Anna Hillegonda Bavinge. Hij studeerde, evenals zijn vader, rechten aan de universiteit van Groningen en promoveerde aldaar in 1812. Na zijn afstuderen werd hij advocaat te Peize. In datzelfde jaar nog werd hij benoemd tot burgemeester van zowel Peize als Eelde. Van zijn vader erfde hij in 1819 huize Woldrust te Peize. Hij beëindigde in dat jaar zijn burgemeestersfunctie in beide plaatsen en zette zijn praktijk als advocaat weer voort. In 1819 trouwde hij met Catharina Johanna Wilhelmina van Glockman. Na zijn overlijden in 1825 hertrouwde zijn weduwe in 1826 met Hendrik Tonckens, die toen burgemeester van Eelde was.

## Huize Woldrust
Huize Woldrust of Woudrust was een door Pieter Gasinjet tot herenhuis verbouwde boerderij met bijbehorende tuin, appelhoven, laan en pleinen. Na het overlijden van de weduwe van Gijsbert Carel Ferdinand Gasinjet in 1836 kwam haar tweede echtgenoot Hendrick Tonckens, samen met zijn stiefzoon Lodewijk Karel Ferdinand Gasinjet, in het bezit van dit landgoed in Peize. In 1840 nam Tonckens het aandeel van zijn stiefzoon over en liet in 1846 een nieuw landhuis Woldrust bouwen. Tonckens raakte echter in de financiële problemen en zijn bezittingen werden in 1867 in het openbaar verkocht.
- International Standard Name Identifier: 0000 0003 8960 9826
- Nederlandse Thesaurus van Auteursnamen: 073589276
- Virtual International Authority File: 283092913
- WorldCat: E39PBJrGxhC3JPghrHwcxXymVC